# ادوارد چارلز هاوارد
ادوارد چارلز هاوارد (به انگلیسی: Edward Charles Howard)، (زاده ۲۸ مه ۱۷۷۴ – درگذشته ۲۸ سپتامبر ۱۸۱۶) کوچکترین برادر برنارد هاوارد، دوازدهمین دوک نورفولک، شیمی‌دان بریتانیایی بود، که از او به عنوان «اولین مهندس شیمی برجسته» یاد شده‌است.
او در ژانویه ۱۷۹۹ به عنوان همکار انجمن سلطنتی انتخاب شد و در سال ۱۸۰۰ به خاطر کارش روی جیوه مدال کاپلی انجمن را دریافت کرد. او فولمینات جیوه (II) که ماده منفجره قدرتمندی است کشف کرد. وی در سال ۱۸۱۳ روشی را برای جداسازی شکر اختراع کرد که شامل جوشاندن آب نیشکر نه در یک کتری باز، بلکه در یک ظرف بسته که با بخار گرم و تحت خلاء جزئی نگهداری می‌شد، بود. در فشار کم، آب در دمای کمتری به جوش می‌آید، بنابراین روش هاوارد هم در مصرف سوخت صرفه‌جویی می‌کند و هم میزان شکر از دست رفته در کاراملیزه شدن را کاهش می‌دهد. این اختراع، که به دیگ خلاء هاوارد معروف است، هنوز هم مورد استفاده است.
هاوارد به ترکیب شهاب‌سنگ‌ها به ویژه «شهاب‌سنگ‌های آهنی» هم علاقه‌مند بود. وی دریافت که بسیاری از شهاب‌سنگ‌ها دارای آلیاژ نیکل و آهن هستند که در روی زمین یافت نمی‌شود و بنابراین ممکن است از آسمان سقوط کرده باشند. اکنون نوعی از شهاب سنگ به افتخار او هاواردیت نامیده شده‌است.